# Anna Wojna
Anna Wojna (ur. 28 września 1986) – polska lekkoatletka specjalizująca się w biegach długich.

## Kariera
Reprezentowała Polskę na mistrzostwach Europy w biegu na przełaj w 2008 zajmując 43. lokatę w kategorii zawodniczek do 23. roku życia. W 2008, na młodzieżowych mistrzostwach Polski w Grudziądzu, wywalczyła złoty (w biegu na 3000 metrów z przeszkodami) i brązowy medal (w biegu na 5000 metrów). W 2010 na akademickich mistrzostwach Polski w Białej Podlaskiej, zdobyła tytuł wicemistrzyni kraju w biegu na 3000 metrów. W tym samym roku, na mistrzostwach Polski w Bielsku-Białej zajęła trzecie miejsce w biegu na 3000 m z przeszkodami.

## Rekordy życiowe
| Konkurencja                        | Rezultat | Data             | Miejsce            |
| ---------------------------------- | -------- | ---------------- | ------------------ |
| Bieg na 800 metrów                 | 2:13,32  | 17 czerwca 2007  | Rzeszów            |
| Bieg na 1000 metrów                | 2:51,95  | 10 maja 2009     | Kraków             |
| Bieg na 1500 metrów                | 4:29,74  | 23 maja 2008     | Poznań             |
| Bieg na 3000 metrów                | 9:33,23  | 3 czerwca 2011   | Bydgoszcz          |
| Bieg na 3000 metrów z przeszkodami | 10:10,55 | 11 czerwca 2011  | Sosnowiec          |
| Bieg na 5000 metrów                | 16:58,85 | 15 czerwca 2014  | Sosnowiec          |
| Bieg na 10 000 metrów              | 35:02,21 | 3 maja 2011      | Lidzbark Warmiński |
| Półmaraton                         | 1:17:17  | 27 marca 2011    | Warszawa           |
| Maraton                            | 2:50:56  | 29 września 2013 | Warszawa           |